# Jamiat Ulema-e-Islam
Die Jamiat Ulema-e-Islam (JUI, Urdu جمعیت علمائے اسلام, Panjabi جمعیت علمائے اسلام, auch transkribiert als Jamiat-e-Ulema Islam oder Jam'iyat al-Ulama-i Islam, übersetzt: „Vereinigung islamischer Gelehrter“) ist eine islamistische politische Partei in Pakistan, die Teil der Deobandi-Bewegung ist, einer orthodoxen islamischen Richtung, die nach der hanafitischen Rechtsschule lehrt.
Sie ist heute Teil des Wahlbündnisses Muttahida Majlis-e-Amal. Derzeit ist die Partei in zwei Fraktionen aufgeteilt, die im Land jeweils um Einfluss in der dortigen Bevölkerung ringen: eine von Maulana Fazlur Rehman (genannt JUI-F) und die andere bis zu seiner Ermordung Anfang November 2018 von Maulana Sami-ul-Haq geleitet (genannt JUI-S).
Die Bewegung ist vorwiegend von der Volksgruppe der Paschtunen getragen. Sie gilt als geistiger Ursprung der Taliban-Bewegung, deren Mitglieder zu einem großen Teil in den von der JUI geleiteten Koranschulen ausgebildet wurden.

## Ideologie
Die Jamiat Ulema-e-Islam arbeitet kontinuierlich daran, das Recht und die Gesetze des Landes nach Lesart ihres Konzepts des Islam umzuwandeln. Ideologisch wird sie als kompromisslos rigide beschrieben, sie besteht auf die strikte Durchsetzung des traditionellen islamischen Rechts. Die JUI half bei der Errichtung von tausenden Medresen in Pakistan, mehr als irgendeine andere religiöse Bewegung.

## Geschichte
Die Organisation entstand 1945 als Abspaltung von der indischen Jamiat Ulema-e-Hind, die die Position vertrat, dass Muslime auch in einem Land leben könnte, in dem sie in der Minderheit waren. Sie war zunächst eine rein religiöse Bewegung. Erst später, unter Führung von Maulana Ghulam Ghaus Hazarvi wurde aus ihr eine politische Partei. Maulana Mufti Mahmud verlieh ihr 1970 eine populistische Ausrichtung und positionierte sie gegen die Militärherrschaft. Mit diesem Programm sowie einem fortschrittlichen Sozialkonzept und streng anti-amerikanischer und antiimperialistischer Rhetorik war sie bei den Wahlen 1970 recht erfolgreich. Mit der Jamaat-e-Islami befand sie sich anschließend in langjähriger Rivalität.
Nach 1972 stellte sie zusammen mit der Awami-Partei die Regierung in der Provinz Belutschistan und der Nordwestprovinz (heute Khyber Pakhtunkhwa). Auf Bundesebene war sie in der Opposition gegen die Diktatur von General Zia-ul-Haq und lehnte auch dessen Programm der Islamisierung ab, das sie als opportunistisch empfand. 1981 schloss sie sich mit den säkularen und sozialistischen Parteien zur „Bewegung für die Wiederherstellung der Demokratie“ (MRD) gegen Zia-ul-Haqs Militärdiktatur und die Verhängung des Kriegsrechts zusammen.
Während die Jamaat-e-Islami in den 1980er-Jahren vom pakistanischen Geheimdienst ISI unterstützt und von diesem als Verbindung zu afghanischen Mudschaheddin genutzt wurde, wurde die JUI von der Regierung weitgehend ignoriert. Sie baute in dieser Zeit hunderte von Madrasas im von Paschtunen besiedelten afghanisch-pakistanischen Grenzstreifen in Belutschistan und der Nordwestprovinz auf. Dort erhielten junge afghanische Flüchtlinge kostenlos Ausbildung, Unterkunft und Essen, sowie paramilitärisches Training. Aus ihnen entstand die Taliban-Bewegung. Durch sie gewann die JUI auch Einfluss auf die Paschtunen im südlichen Afghanistan.
1993 verbündete sich die JUI mit der Pakistanischen Volkspartei von Benazir Bhutto und wurde nach deren Wahlsieg Teil der Regierungskoalition. Mufti Mahmuds Sohn Fazlur Rehman wurde Vorsitzender des auswärtigen Ausschusses der Nationalversammlung. Er nutzte diese Position, um in den USA, Europa, Saudi-Arabien und den Golfstaaten für die Taliban zu werben. Sami ul Haq gründete unterdessen seine extremistische Abspaltung von der JUI. In seiner Madrasa Dar-ul-Uloom Haqqania wurden die wichtigsten Taliban-Führer ausgebildet.
2002 schloss sich die JUI mit der Jamaat-e-Islami zum Bündnis Muttahida Majlis-e-Amal (MMA) zusammen. Seine Hochburgen sind in den von Armut geprägten und von Paschtunen bewohnten Regionen, die an Afghanistan grenzen: die Stammesgebiete unter Bundesverwaltung, die Provinzen Belutschistan und Khyber Pakhtunkhwa.